# Mali Ždrelac
Mali Ždrelac, je mali tjesnac u Jadranskom moru smješten između otoka Ugljana i Pašmana. Predstavlja najkraći plovidbeni put između Srednjeg kanala s jedne, te Pašmanskog i Zadarskog kanala s druge strane.
Državna cesta D110 prolazi iznad tjesnaca preko mosta Ždrelac koji premošćuje cijeli tjesnac. Također postoji naselje koje se zove Ždrelac na otoku Pašmanu s pogledom na tjesnac.
Most koji je 40 godina spajao otoke Ugljan i Pašman iznad Malog Ždrelca, demontirali su radnici splitskog Konstruktora 2009. godine. Najprije su skinuli srednji dio, a zatim su uklonili još dva središnja polja. Na tom mjestu je postavljena čelična lučna konstrukcija. Kanal Mali Ždrelac proširen je s postojećih 20 metara na 56 metara, čime se omogućava sigurnija i brža plovidba za prosječno oko dvije tisuće plovila koja dnevno prođu njime.
Proširenjem i produbljenjem postojećeg plovnog puta na projektiranu širinu od 56 m i dubinu od 5 m od srednje razine mora omogućena je dvosmjerna plovidba, odnosno mimoilaženje manjih plovila i trajekata, kao i mimoilaženje velikog plovila (trajekta) s manjim plovilom. Jedino ograničenje je nemogućnost mimoilaženja velikih trajekata u kanalu. 26. srpnja 2012. godine otvoren je za plovidbu prolaz (kanal) Mali Ždrelac u punoj projektiranoj širini od 56,0 m. Najmanja dubina u kanalu iznosi 4,7 m od hidrografske nule.
Prolaz je dobro zaštićen od svih vjetrova i mora, ali se u njemu dosta osjećaju valovi prolazećih brodova. Morska struja pod mostom je promjenjiva smjera i brzine do 5 čv.